# Čokoladni zec
Čokoladni zec prehrambeni je proizvod od čokolade izrađen u obliku zeca. Najčešće se veže kao slastica za darivanje djeci u uskrsno vrijeme. Osim čokoladnog uskrsnog zeca, raširena uskrsna slastica je i čokoladno uskrsno jaje, koje, kao i zec, predstavlja rađanje novog života, novorođenje u Kristovu uskrsnuću.

## Značenje zeca
Uskrsni zec tumačen je kao pratitelj germanske božice proljeća Ostare, od koje i potječe ime Uskrsa (njem. Ostern) u germanskim jezicima. Zec je od davnina smatran simbolom plodnosti, a time i rađanjem novoga života koje se očituje dolaskom proljeća.
Zeca kao simbol Uskrsa najviše su popularizirali Amerikanci, koji su proširili sekularni običaj prema kojem uskrsni zec djeci donosi darove i sakriva pisanice u vrtovima i na livadama. Iz Sjeverne Amerike, taj se običaj prvo proširio u Australiju i Ujedinjeno Kraljevstvo, a krajem 19. stoljeća dospijeva u srednjoeuropske kulture gdje istiskuje kokoš, pijetla, lisicu i kukavicu.

## Vanjske poveznice
|  | Zajednički poslužitelj ima još gradiva o temi Čokoladni zec |